# Prevelis
Il Prevelis è stato un traghetto, appartenuto alla compagnia di navigazione greca Anek Lines dal 2000 al 2025.

## Servizio
Varato il 9 novembre 1980 nel cantiere navale Imabari Zosen di Imabari con il nome di Ferry Orange No.2 e consegnato il 23 dicembre alla Shikoku Kaihatsu Ferry K.K., prende servizio il 27 dicembre successivo nei collegamenti tra Osaka e Saijō.
Nel luglio del 1994, con l'imminente ingresso in flotta del nuovo Ferry Orange No.7, viene venduto alla greca Naftiliaki Touristiki A.E. e, ribattezzato Preveli, giunge a Perama nel settembre successivo, dove viene sottoposto ad un profondo ammodernamento, diretto dall'architetto Arminio Lozzi.
Nel dicembre del 1994, prende servizio nei collegamenti tra Il Pireo e Retimo sotto le insegne della Cretan Ferries.

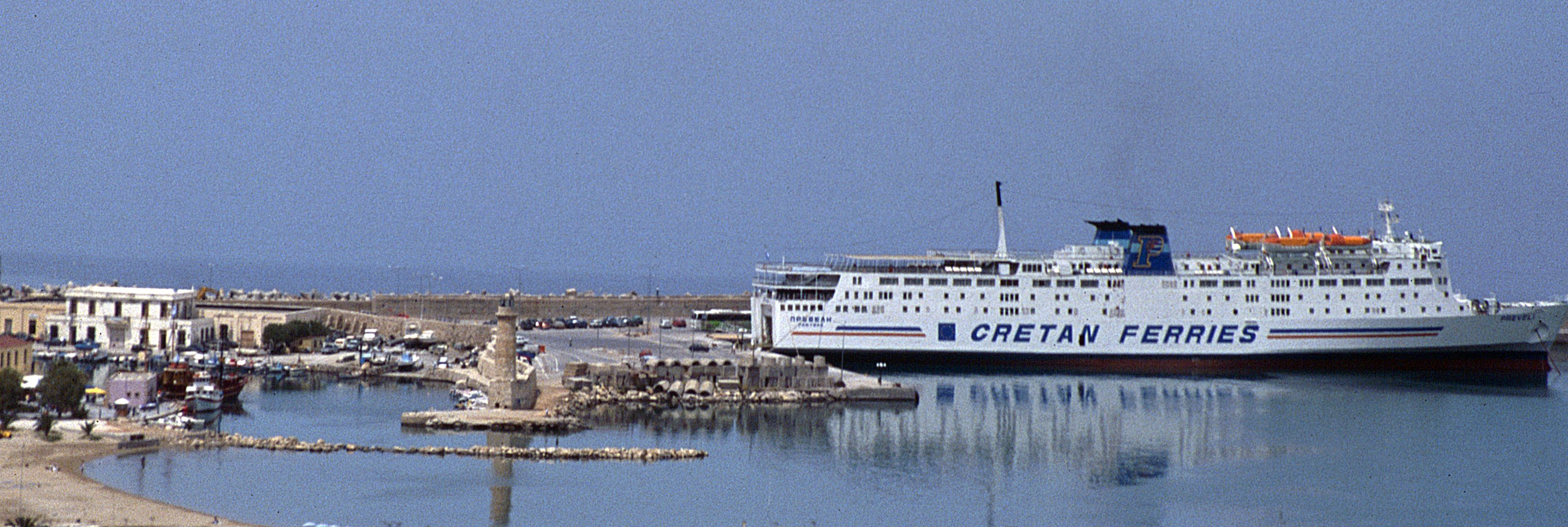
Il Preveli ormeggiato a Retimo nel 1999.

Nei primi mesi del 2000 viene brevemente noleggiato alla Dane Sea Lines.
Nel 2000, con l'acquisizione da parte di Anek Lines della compagnia armatrice, passa alla compagnia cretese, dalla quale viene ribattezzato Prevelis. Successivamente, prende servizio nei collegamenti tra Retimo, Il Pireo, Candia e le Isole del Dodecaneso.
Da aprile 2001 opera solo nei collegamenti tra Il Pireo e Retimo.
Dal 24 al 29 ottobre 2003 viene impiegato per una crociera tra Creta, Katakolo, Zacinto, Corcira, Cefalonia e Calamata.
Nel luglio del 2006 torna ad operare nei collegamenti tra Il Pireo e Candia in sostituzione del Kriti II.
Il 27 settembre 2006 si arena al largo di Retimo, riuscendo tuttavia a liberarsi con i propri mezzi.

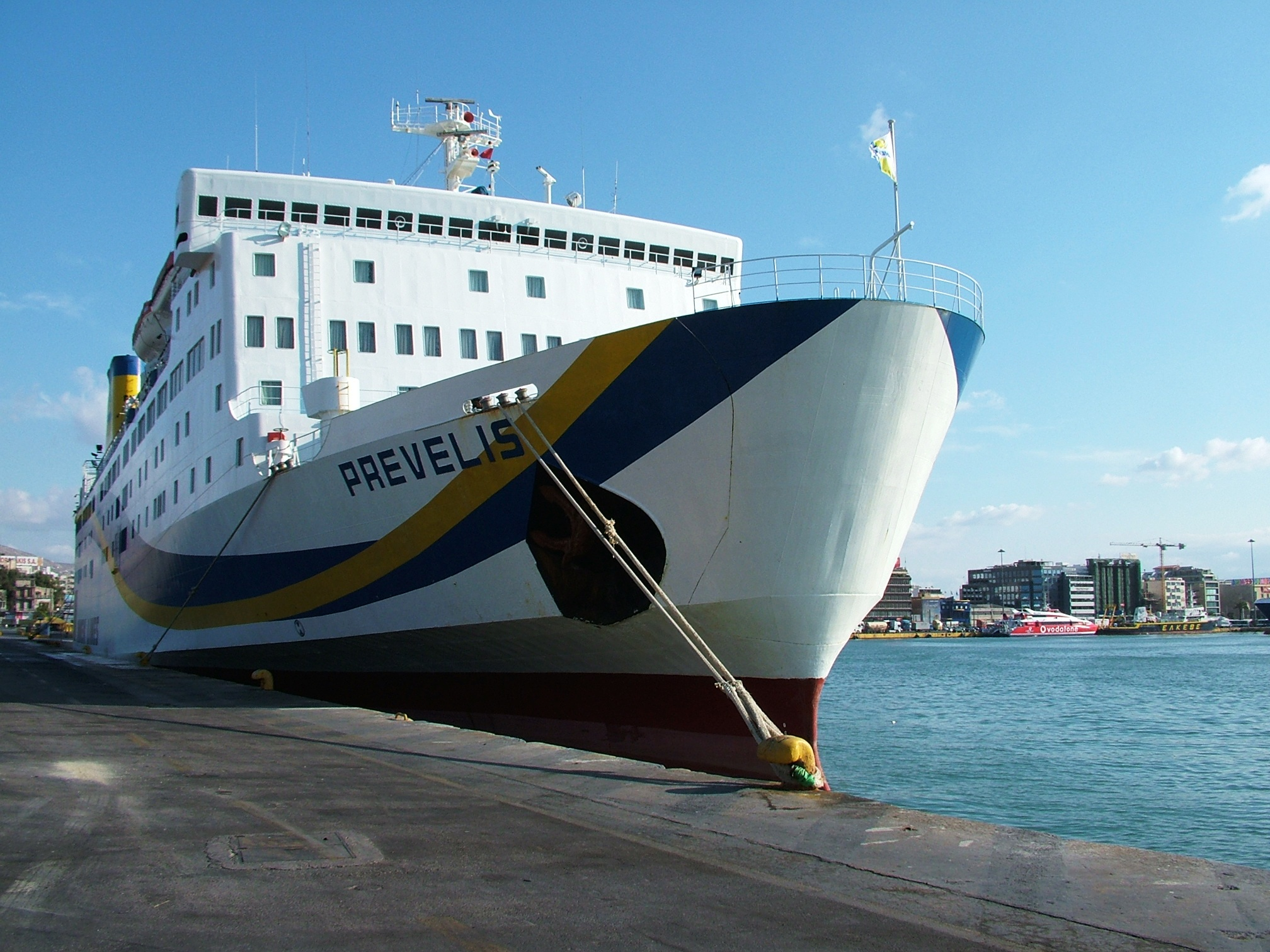
Il Prevelis ormeggiato al Pireo nel 2007.

Dal giugno del 2007 opera nei collegamenti tra Il Pireo e La Canea.
Dall'11 aprile al 14 settembre 2008 opera sulla Il Pireo-Paro-Nasso-Io-Santorini-Syros. Negli anni successivi opera principalmente nei collegamenti tra Il Pireo e Retimo.

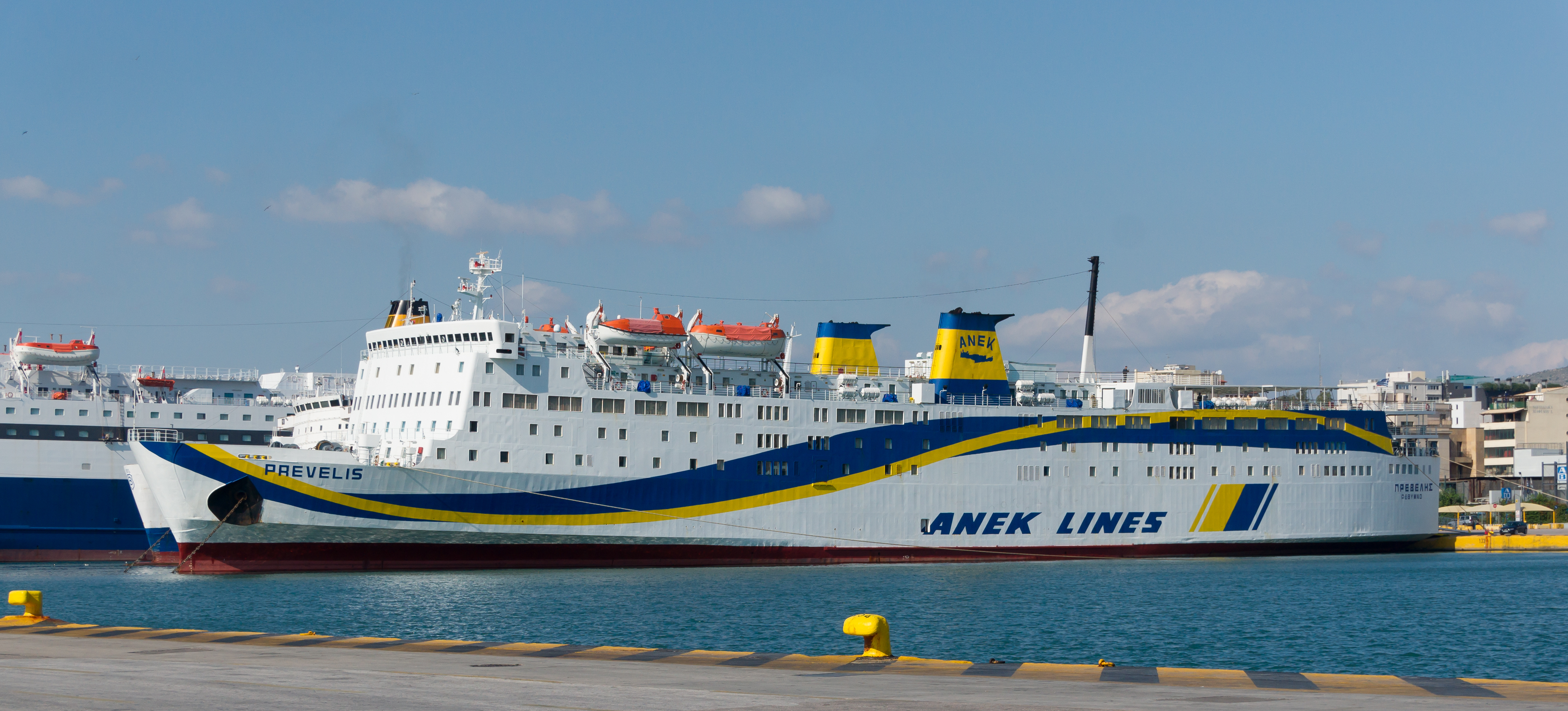
Il Prevelis ormeggiato al Pireo nel 2015.

Dai primi mesi del 2023 opera nei collegamenti tra Il Pireo, Milo, Santorini, Anafi, Candia, Sitia, Caso, Scarpanto, Halki e Rodi.
In disarmo da inizio 2025 nei cantieri navali di Perama, il 15 aprile viene trasferito di fianco al Kriti I nella baia di Eleusi e, lo stesso giorno, ne viene annunciata la vendita per demolizione ai cantieri di Aliağa.
Tuttavia, nel maggio del 2025, Anek Lines ha maturato l'intenzione di trasformare il Prevelis in un hotel galleggiante a Samos.